# البدو في الأردن
يُطلق مصطلح البدو العرب الذين يقيمون بالبادية، ويُسمون في هذه الحالة أعراب، أما العرب الذين يقيمون في المدن والأمصار فيظل اسمهم عرب. وبذلك يتبين أن البدو ليسوا عرق أو سلالة متميزة لأن القبائل البدوية هي قبائل عربية لا زالت في مرحلة البداوة، وتقابلها قبائل عربية أخرى تجاوزت مرحلة البداوة باستقرارها في القرى والمدن ومراكز الحضارة.

## نظرة عامة
من ناحية علم التاريخ والأنثروبولوجي اتجه العديد من علماء التاريخ وعلم الإنسان العرب ومنهم العالم العربي أبو الفداء في كتابه (المختصر في أخبار البشر) إلى تقسيم العرب إلى هذه الأقسام الرئيسية:
- العرب البائدة: وهم العرب الأوائل الذين ذهبت عنا تفاصيل أخبارهم لتقادم عهدهم وهم قوم عاد وثمود وجرهم الأولى.
- العرب العاربة: وهم عرب اليمن من نسل قحطان.
- العرب المستعربة: وهم نسل إسماعيل بن إبراهيم عليه السلام.

أما في علم اللغة فنجد عالم اللغة الإمام الرازي في كتابه (مختار الصحاح)، حيث يذكر: « إن العرب جيل من الناس والنسبة إليهم عربي وهم أهل الأمصار، والأعراب منهم سكان البادية خاصة والنسبة إليهم أعرابي.» وُيقرر ابن خلدون مؤسس علم الاجتماع في مقدمته بأن وجود البدو سابق لوجود المدن، لأن وجود المدن من مظاهر الترف التي هي متأخرة عن مظاهر الضرورة المعاشية في البادية.

## معايير تعريف القبائل البدوية
وضع العلماء عدة معايير لتعريف القبائل البدوية من غيرها من القبائل العربية الأخرى ومنها:
- سكن البادية: وهو المعيار الأساسي الذي يُصنف عليه الناس إلى بدو من غيرهم، لأن اسم البدو مشتق من البادية.
- عِماد المعيشة: وهو معيار ثانوي يساعدنا في تصنيف البدوي حسب معيشته، وصنف العديد من العلماء العرب ومنهم ابن خلدون حيث صنف البدو إلى ثلاث أصناف رئيسية:

1. الإبالة: ويطلق على البدو الذين يعتمدون في حياتهم على الإبل.
2. الشاوية: ويطلق على البدو الذين يعتمدون في معاشهم على الأغنام وأصحاب الأبقار.
3. الصنف الثالث من البدو الذين يمارسون نوع من الاستقرار ويمتهنون الزراعة البدائية البسيطة التي تسمح بها طبيعة البادية حيث يخف المطر وتكثر الرمال مما يحول دون نشوء زراعة مستقرة يمكن الاعتماد عليها بشكل أكيد ودائم.[2]

- الرحيل والحركة: وهي عملية مهمة ومخطط لها لا تتم عشوائيًا عند البدوي؛ لأنه يفكر بجميع الجوانب بقرار يعتمد عليه وجهته التي من شروطها وجود الماء والكلأ والأمن. ومن خلال الرحيل يمكننا التمييز بين أهل الأغنام الذين يقطعون مسافة قصيرة مقارنة بأهل البدو الذين يقطعون مسافات طويلة خلال رحلهم السنوية.

## من عادات البدو
عام 1976، ألغى الملك  المغفور له حسين بن طلال  قانون العشائر في الأردن، الذي كان يشكّل امتيازًا/ استثناءً لعشائر البدو من تطبيق القانون المدني عليهم، فقبل هذا التاريخ كان البدو الرّحل في الأردن يخضعون لقانونهم الخاص المستمد من عاداتهم وأعرافهم التي تشكّل الموادَّ الدستورية التي يشتق منها القضاء البدوي أحكامه. ويعد الأردن الدولة العربية الرابعة والأخيرة التي تلغي القانون العشائري الخاص بالقبائل المرتحلة؛ فقبلها ألغت السعودية الأعراف في الثلاثينيات من القرن العشرين، ثم ألغت سوريا والعراق هذا القانون عام 1958م ومن ثم خضع البدو للقوانين المدنية. يتميز البدو بعدد كبير من العادات التي تميزهم عن غيرهم من سكان المنطقة ومنها:
- البدوي لا يأكل مع زوجته
- لا يُطلب البدوي بجريمة أمه أو زوجته
- زواج القصلة
- زواج الغرة
- حلف اليمين عند البدو
- شهود لا تُقبل شهادتهم
- ديّة الضعيف والمغدور

## الجلوة العشائرية
الجلوة العشائرية بمعناها العام هو ترحيل أهل الجاني وخمسته (أي حتى الجد الخامس) من المنطقة التي يسكنها إلى منطقة بعيدة عن أهل المجني عليه. وذلك للمحافظة على أرواح وممتلكات أهل الجاني وعدم وقوع المشاكل وخاصةً في الساعات الأولى من وقوع الجريمة والتي تُسمى عند القبائل والعشائر «فورة الدم» ويتم ذلك من خلال تهدئة النفوس عند أهل المجني عليه وتعتبر الجلوة عقوبة عشائرية ضد الجاني وخمسته وخاصة أيام القبائل والعشائر قديماً. والجلوة العشائرية متلازمة في العادات والأعراف والتقاليد مع جرائم القتل العمد أو جرائم العرض، لان هاتين الجريمتين تعتبران من أكبر واهم واخطر القضايا التي تهز المجتمع وتؤثر فيه لاسيما في مجتمع عشائري محافظ مترابط متماسك. وكان الناس الذين يجلون يبقون في مجلاهم لسنوات عديدة وربما يبقون في نفس الموقع الجديد ولا يعودون إلى موقعهم السابق. ونظرا لازدياد أعداد الناس وانتشار المعاهد والمدارس والجامعات والدوائر الحكومية وإقامة المباني التي تكلف كثيرا وانخراط الناس في أعمال التجارة والصناعة والسياحة إضافة للزراعة وتشعب مصالح الناس وتشابكها ووجود أعداد كبيرة فقد تم اختصار الجلوة العشائرية والتخفيف منها وحث الناس على مساعدة بعضهم بعضاً لما كان للجلوه من آثار مدمره قاتله على عشيرة الجاني خاصه ان الدين الحنيف حثنا على القصاص على ان يشمل الجاني فقط وليس اقاربه.

## الدراما البدوية الأردنية
امتازت الأعمال الأردنية عربيًا في مثل هذا النوع من الدراما، أسهم في ذلك طبيعة بيئة ومناخ الأردن التي تساعد علي تصوير هذه النوعيه من المسلسلات، كذلك الأداء التمثيلي والإخراجي الجيد. من المسلسلات البدوية المعروفة؛ مسلسل «نمر بن عدوان» ومسلسل «توم الغرة» و«راس غليص». وجلوة راكان ووضحا وابن عجلان ورأس غليص (الذي عرض عام 1976) وراس غليص وراعية الوضحا وزمن ماجد وغيرها[بحاجة لمصدر]

## الضيافة في العادات البدوية
الضيافة في العادات البدوية لا يفوقها أي أمر آخر. وإكرام الضيف هي الصفة الملازمة لأهل البادية، وهي أحد أركان عاداتهم وتقاليدهم التي توارثوها. فللضيف مكانة عظيمة في نفس البدو لا يتوانون في تقديم له حقه من الضيافة. أن كرم الضيافة طبع أصيل تميز به العرب عن غيرهم من باقي الأمم. فالضيف عند البدو هو الشخص إذا وفد إلى موضع غير موضعه أو الجماعة إذا حلت عند جماعة أخرى ويسمون «فريق أو قصراء». ويقدم للضيف حق الضيافة حتى لو كان عدواً ما دام أنه نزل أو دخل بيت مضيفه لأن من دخل البيت فقد أمن على نفسه وخاصة إذا تناول طعاماً أو شراباً فيصبح في مأمن ولو كان في وكر عدوه.
ومن مسميات الضيف عند البادية «المسايير» ومفردها «مسيّر» بتشديد الياء. والمعزب هو المضيف صاحب البيت، وجمع معزب معازيب وهم أصحاب البيت وأهله. فالضيف عند نزوله في بيت مضيفه «المعزب» يكون ضيفاً على أفراد العائلة كافة، فالجميع يهتمون بأمره كل حسب اختصاصه وواجبه. فالرجل صاحب البيت هو المسؤول الأول عن التنسيق في طريقة الكرم. وحقوق الضيف عند نزوله في بيت مضيفه كثيرة يجب الوفاء بها متى ما حل على أصحاب البيت. فالضيف متى قدم على صاحب البيت يستقبل بالحفاوة والترحيب. وفي ذلك قالت البدو في الضيف «إذا أقبل أمير وإذا جلس أسير وإذا قام شاعر». ومعنى ذلك أنه يجب على المضيف أن يستقبل ضيفه بالحفاوة اللازمة والترحيب الحار على قدومه وإظهار الوجه البشوش والفرح لمقدمه وهو يتساوى في ذلك بمنزلة الأمراء.

### الطعام في البيت البدوي
- المنسف
- الرشوف

## كتب حول البدو
يوجد بالمكتبة الأردنية والعربية العديد من الكتب حول تاريخ البدو وعشائرهم وعاداتهم وكل ما يختص بهم والتي منها:
- العشائر الأردنية: الأرض والإنسان والتاريخ : جولات ولقاءات مع بعض العشائر الأردنية في عامي 1985-1986 / أحمد عويدي العبادي.
- القضاء عند العشائر الأردنية: نظام العشائر العرفي ودمجه التكاملي في إطار الدولة وسياستها من عام 1921 حتى عام 1982 / تأليف أحمد عويدى العبادي.
- الصلح العشائري بين النظرية والتطبيق / تأليف غسان علي نيازي التل. 1997
- أنماط الزواج واتجاهات المواطنين نحوها في البادية الشمالية الأردنية / إعداد عبد الخالق يوسف الختاتنة. 2006
- الشعر عند البدو / شفيق عبد الجبار الكمالي ؛ تقديم عبد الرحمن منيف.2002
- البدو بعيون غربية / عمار السنجري - 2008
- كتاب البدو أو موسوعة البدو: هو كتاب ألفه المستشرق الألماني ماكس فون أوبنهايم ومساعديه البروفيسور ورنر كاسكل وآرش برونيلش.

## التقسيم العشائري للبدو والانتخابات
عام 2016 صدر نظام الدوائر الانتخابية واسماء عشائر البدو وتقسيمها بين الاقاليبم الثلاث، أي بدو الجنوب وبدو الوسط وبدو الجنوب، حيث تم تقسيم العشائر والقبائل بشكل مفصل لغايات التنظيم الانتخابي في المملكة. وبحسب النظام في المادة الرابعة منه، فأنه يضاف إلى مجموع عدد المقاعد النيابية المخصصة للمحافظات في المادة (3) من هذا النظام خمسة عشر مقعدا تخصص لاشغالها من المرشحات في مختلف الدوائر الانتخابية في المملكة الفائزات بهذه المقاعد وفقا لاحكام الفقرة (ب) من المادة (8) من قانون الانتخاب لمجلس النواب النافذ، كما تعامل كل دائرة من دوائر البادية الثلاث (الشمالية والوسطى والجنوبية) معاملة المحافظة.

### عشائر بدو الشمال
و يقصد ببدو الشمال العشائر التالية:
أولا: بني خالد: وهم عدة اقسام وهي
- (1) الحديان: وتضم كل من: القاضي، البشارة، الطوال، العباس، السيالة، الصبح، الدعوم، الحليحل، الشقيف، الحميد، العقدة، القبة، السنيد، الخطيب، المررة، الغردلان، العقار، النوافلة، الدندن، العلي، العطاردة، السخني، الزويمل، الجهام، الهلال، الحبيب، المخزومي.

- (2) الصبيحات: العطين العويد العريض الغبايا الحنيف العثمان المرقع الساعي الوادي السكران الشويحط النمنم الحربي المقدادي الطرمان الهزيم الصليهم الخطار الهليل الرومي الراجح العابد الشويمي الصبيحي العظمة الشريدة الملحم القطيشات الطيان الهواشم الفجير الشيتي الفندي

- (3) الجبور: البولة الدعاس المحسن الظليفي الشديد النافع الكتيران الناصر الصباح الكواتلة المطر الدليجم الجواليد الخزام السليم العلي اللواحم السريع السليم الدحيم

- (4) النهود: المغير الرملة الجرو المتمرغ العزيز البريكان السابل الكردي الداوود الحسين الحمد الرفيفة المنيخر المطرود الإبراهيم الطخشون المرعي السلمي
- (5) النبيطات: العمصي الفاضل العطراوي الزعزوعي المصيطف الجخيدم الرحايمة المقلد السواري الوني الزلوف الشلهوب الهياطلة العمقي
- (6) الطرشان: الحمود الحبيبة السودي
- (7) الرطوب والبوادي.

ثانيا: السرحان: وتضم كل من النوافلة البعيج المجاشعة الحمدان الحباب الدلعة بني سالم العاصم المسند الهجل الحرافشة المسفر المبادر الغينام
ثالثا: السردية: وتضم كل من الفواز المدارمة العون الشبيل الدبيس الفروخ الغدير الكليب أهل النويقة القطعان المعيط العمامرة العنادلة الزواهي الموالي الواجد المخاريز البقوم الذياب الربيعات الصريخات الزماميخ الزيادنة الدلماز المرهي البكار القدادرة المريان
رابعا: المساعيد: وتضم كل من
- (1) العصافير: السرور المدلج المسيلم القطيش التوينة الشيبات المدابرة الوشل القاسم الصويت النصار الهزاع السليحي الرحيبة

الحصيني الهلال اللويبد السعيد الشبار العياش العساف المزعل المسلط الشما الحمد العطنان العبيد الله البنوة الغوطان العيسى القليتات الحمود الخضير اللاحم السماحات الوادي الحظوظا الجهيلان الدعاس الصلمان العويصي المحسان العريان المجلد المرشود السحيم الرحمات المداحلة الهديب الهلال الدويان الصالح الحمادة الفلتة الذبيان القورة المعابرة
- الغوانم: وتضم كل من: العبدون الجيجة المربدي البويضات القريان الرميس الشريدة السنينات السويدان العويرض الراشد الحطاب الهجو العطية القطيفان البطمة المسحان البركات السعيد العطيط

- (2) السمارات: وتضم كل من البريك المعازرة العساف السميران الزبيدي القنيص العودة الهتم النعيمات البنيان المسارحة العريبين الهيشان السوالمة الغنيم العمان الذياب الفراج التيار

خامسا: الشرفات: وتضم قبيلة الرشيد والهامل
- (1) الرشيد: الرشيد الغش العويد النويديس العبد الله المفلح الباير السمرون السويد الرياش الذويخ

- (2) الهامل: الصفيان اللافي الرياحي السيبية الشكر المخمس

سادسا: العظامات: المعرعر الشملان البدران القرشة السياح الدحيلان
سابعا: العيسى: وتضم السويلم العلي الحوتة الحريز النويران القطاشة الدهايبة الودعان الدخيل الرشدة الربيع الحبيب
الزقم الرمحة الركايبة المهرة الماضي الثروان العجلانثامنا: الزبيد: وتضم كل من الطوافشة السلمان الشنابلة الفواخرة الرويس الجوابرة المريشد
الصلوات العتايقة
تاسعا: النعيم وتضم: النميرات الطحاينة البكار الصالح الصياد الجملان العفادلة الربايعة السبارجة الشريحيل
من 10 إلى 17 وتضم: عنزة شمر. الرولة. الغياث. الفواعرة. الفحيلي. البري. العزي.

### عشائر بدو الوسط
ويقصد ببدو الوسط عشائر بني صخر وتضم العشائر التالية:
- (1) الغبين: وتشمل الفايز الحامد المطيرات الدهامشة الجحاوشة السطام المناحي الجباهين النعاثلة الوضحان البخيت الجغيثم الطعامسة السبيع العقايلة الهزاع الفياض السويلم العيفة الصهيبا المسلط الهزيم الهضيان المجادلة المراعية الجنيبات العصيفير الكدراوي الحوامدة الضليل الذياب الرقبان الموعد الضراغمة الفقراء الكنيعان السمارة الرديني الرمامنة النوافلة الصحن المعيدي الطفلاوي السحيم البرجس الحمدان المطر القعدان الدهمان الغواطنة النمر الفاعور الرتيمة الصقر المحمود القعود الدغيم الخليل الحردان الجريري المراعبة الشوشان الرشود الرقبان السعد المستت البصيص

- (2) العامر: وتشمل الزبن الشموط العثمان المحارب المسلم الطيبين القمعان البكر النويران الفلوح القفعان الرشيد النوفل الفاضل الخلف الثنيان البراك الخليل الدريبي السعيد المحمد العليق الفليح الاحمد الحيدر الشخوت الدهيثم الهيلم القيضي الطرمان الطلاق الخطار المجحم الجدعان الزعوق النباهين الهديرس المسلم الرويشد الشحوت العديلات المناور الخضر العلوق الصعاري الدرعان الزحانيت الدحيات الفارس الحسين الصبيح الخزون الدحالين السطول الرثعان السلمان

- (3) الهقيش: وتشمل المهنا الزيدان السالم البشير السحيم العوازم المور الرشيد المطني القرضة النوارسة الدليمان الجويعد العطاونة النيف المعيش العيطان اللطوط العلي السعيدان النبع الخضير الشنون العدينات النزيلة الشياحين العون السعادنة الطقيقات العطايا الحمود المرقعيين

- (4) خضير: وتشمل البراذغة الهليل الحصانية القنوة المزاهيف الحيا

- (5) الكعابنة: وتشمل العمور الرويعيين الجمازيين الزويديين الرميلات الشتيوي المناجدة الصعايعة الرياحنة الخنان الذرعان الجوابرة اللبايدة العميرات الغرايبة الظواهرة الزيادات الاذينات المضايين الطلحيين الجررة الدخينات العتيق
- (6) السلايطة: وتشمل العميرات المدالشة الجاريين السواريه الغثيان الكرازنة العيينات النواعمه الزريقات عيال سليمان الغوانمة الرحيلات القطيفان الصوالحة النعامين الجرايشة الشبيكي

- (7) الجبور: وتشمل الفريج الدهام الغيالين العكمة جهينة الخوازيق الديكة الخنان الجمعان السنيد المنجد السرهيد الصللة الغانم العويدات الطريخم الزقمان البنات الصبيخات الحزولي الفريوان الجودة المذهان الدويلان البلقاء المراوين الدوغان المهلهل الزهير الشعيرات الكشيان الظرفان الجهانية الوضيحان الايتم الهدباء الدمين الصيادي الدحيرج الريض السبتي الوقفي الزريعان العنبر الوليعي المخالبة الجديع الرمضان المعزي

- (8) الخرشان: وتشمل الحنيف السلمان الملحم الحمد القدرو الثمد العبد الله الصايل البدر

- (9) الحماد: وتشمل مزينة السندات اللبدان المسوريين العسول الصالح الهرش الحلبا النصار الشريدة الطوافحة العبد الله الفريوان الحوران النبيعان العامود القصرين المصاطفة الطلاق الصهبان الحزيمات الفقراء الخرمان الصوالحة العواد البلاعيس الصمايدة النهير العلي الحسين العوض الحبور الشلاهبة العلياء الفريسان الكيفات الخليف الربيع الجلنزي الخريبيش النغيمش العداوين

- (10) القضاة: وتشمل العقيل الموسى الرجب الصليبي المرويح العبيد المعاند القدمان

- (11) الشرعة: وتشمل الثنيان الجريان المرعي الصبح الشتيوي السرور الغزاليين السالم أبو سمره الصقور الحمود الغثيث المبرك الهلال الزويمل

- (12) البدارين: وتشمل الحموان الزامل المدان الروضان الزواجير الزويمل العمير

- (13) السليم.

- (14) السبيلة: وتشمل العيد الفارس المهاوش السالم الوزان ويشمل هذا البند أيضا عشيرة الشرارات وعشيرة الزياد.

### عشائر بدو الجنوب
و يقصد ببدو الجنوب العشائر التالية: الحويطات، النعيمات، بني عطية، الاحيوات، الحجايا، القواضمة، الرواجفة.
اولا: الحويطات:
- (1) المطالقة: الجازي، العودات، الجذوان، أهل الوضحا، الذيابات، الشراتحة.
- (2) الفريجات: التوايهة عيال صباح الخشمان الفراج الخميسين السميحيين عيال حمد عيال مضحي عيال قاسم الربايعة عيال جازي المصبحيين الفتنة النواصرة
- (3) الدراوشة: عيال عبد الله الصفيرات الصرايعة السميرات الصوالحة عيال سالم
- (4) الهدبان . (5) البطونية . (6) السليمانيين: وتضم النواورة الركيبات العجالين العمامرة الشوشة الجذيلات عيال مزيد اللوافية الشقاقلة
- (7) النجادات. (8) الخضيرات. (9) النويجعيين. (10) السلامات (11) الصقور (12) العواسا . (13) العويضات.(14) الروافعة .(15) الغوافلة. (16) المناجعة.(17) الجهالين .
- (18) البدول: وتضم الموسى الجذيلات الحساسين الجرايمة الشياهين العكالين الزياتين الجعيبات
- (19) القدمان: وتضم الملاعبة العثامين الطرشان القلاعية المداهين
- (20) الصويلحيين
- (21) السعيديين: وتضم السرورات عيال غنيم زوايدة السعيديين العونات الجبارين الرواحنة الرمامنة الرشوديين
- (22) الزلابية: وتضم العواودة السليمانيين الرباعين
- (23) الطقاطقة: وتضم عيال حمد عيال عيد عيال قاسم عيال دحيلان عيال عودة
- (24) الزوايدة: عيال مطلق القعيرات الفليحيين عيال سلمان عيال علي المزنة
- (25) المراعية: الطواهية الجبهة العجول الرصاعية الصواونة البرقان العلاوية المشاعلة الطحامرة الرضاضخة
- (26) الرشايدة: وتضم الزبون النجاتية العقبية
- (27) العمارين: وتضم الشوشة الحساسين النفوس الحسنات عيال عواد
- (28) العطون: وتضم الجواعدة القواريص المحاسنة الرواشدة عيال سالم
- (29)العمران. (30) الدمانية: وتضم عيال سالم عيال صالح عيال عودة عيال سلامه عيال لافي عيال عيد
- (31) المناجعة

- ثانيا: النعيمات: وتضم الغوانمة العلادية السلالمة السبوع السعادنة أبو شتال العراقدة السحالين

- ثالثا: بني عطية: وتضم العقيلات الربيلات الرماضين الخمايسة الفرايدة العطيات المسامرة الفقراء القرعان العتوة الحيانة العليين العطاطرة الفرسان المعازة الزهيرات الجميعان الهلولات الدباعثة الشمالات العصيفات
- رابعا: الاحيوات: وتضم المطور الخليفي أو دالي الهواشلة أبو غريقانه أبو بدر الكساسبة أبو خليل العواودة الكرادمة الكبيش القريات الرضاوين الحميدات الهلايلة العتايقة الدلايلة
- خامسا: الحجايا: وتضم الهدايات الزبون السراحين الزواهرة المنايعة الطحاطرة الهيايسة الشتيويين الاذينات الصواوية العقار الزعارير المراغية
- سادسا : القواضمة
- سابعا : الرواجفة